# USL Championship 2025
Este artículo sobre un torneo deportivo es un esbozo. Puedes ayudar a Wikipedia expandiéndolo.
La temporada 2025 del USL Championship es la temporada número 15 del Campeonato de la USL y la novena temporada bajo la sanción de la División II. La temporada año 2025 tuvo 24 equipos quienes participaron en dos conferencias durante la temporada regular. Lexington SCse unió desde la USL League One. Memphis 901 FC se retiró porque no pudo asegurar la construcción de un estadio específico para fútbol. El equipo transfirió sus derechos de franquicia a Santa Barbara Sky FC, que comenzará a jugar en la temporada 2026.  El equipo masculino de Brooklyn FC, que estaba programado para comenzar a jugar en 2025, eligió posponer su debut hasta la temporada 2026.
Los 24 equipos participarán en la Copa USL Jägermeister junto con los 14 equipos de la USL League One.
Colorado Springs Switchbacks FC son los actuales campeones de la liga y Louisville City FC son los actuales ganadores del Players' Shield.

## Equipos

### Cambios a partir de 2024
Clubes de expansión
- Lexington SC (from USL League One)

Clubes salientes
- Memphis 901 FC (derechos de franquicia transferidos a Santa Barbara Sky FC)[3]

### Estadios y ubicaciones
| N.º | Equipo                         | Estadio                                        | Capacidad |
| --- | ------------------------------ | ---------------------------------------------- | --------- |
| 1   | Birmingham Legión FC           | Protective Stadium                             | 47.000    |
| 2   | Charleston Battery             | Patriots Point Soccer Complex                  | 5.000     |
| 3   | Colorado Springs Switchback FC | Weidner Field                                  | 8.000     |
| 4   | Detroit City Fútbol Club       | Keyworth Stadium                               | 7.933     |
| 5   | FC Tulsa                       | ONEOK Field                                    | 7.833     |
| 6   | El Paso Locomotive FC          | Southwest University Park                      | 9.500     |
| 7   | Hartford Athletic              | Trinity Health Stadium                         | 5.500     |
| 8   | Indy Eleven                    | IU Michael A. Carroll Track & Soccer Stadium   | 10.524    |
| 9   | Las Vegas Lights Football Club | Cashman Field                                  | 9.334     |
| 10  | Lexington SC                   | Estadio Lexington SC                           | 5.500     |
| 11  | Loudoun United FC              | Segra Field                                    | 5.000     |
| 12  | Louisville City FC             | Lynn Family S                                  | 15.304    |
| 13  | Miami FC                       | Estadio Ricardo Silva                          | 25.000    |
| 14  | Monterey Bay Football Club     | Cardinale Stadium                              | 6.000     |
| 15  | North Carolina FC              | Sahlen's Stadium at WakeMed Soccer Park        | 10.000    |
| 16  | Nuevo México Unido             | Río Grande Credit Union Field at Isotopes Park | 13.500    |
| 17  | Oakland Roots SC               | Pioneer Stadium                                | 5.000     |
| 18  | Orange County SC               | Championship Soccer Stadium                    | 5.000     |
| 19  | Phoenix Rising FC              | Phoenix Rising Soccer Stadium                  | 10.000    |
| 20  | Pittsburgh Riverhounds SC      | Highmark Stadium                               | 5.000     |
| 21  | Rhode Island                   | Tidewater Landing Stadium                      | 10.500    |
| 22  | Sacramento República FC        | Heart Health Park                              | 11.569    |
| 23  | San Antonio FC                 | Toyota Field                                   | 8.296     |
| 24  | Tampa Bay Rowdies (2008)       | Estadio Al Lang                                | 7.227     |

### Personal y patrocinios
| N.º | Equipo                          | Entrenador       | Capitán           | Marca         | Patrocinador                                     |
| --- | ------------------------------- | ---------------- | ----------------- | ------------- | ------------------------------------------------ |
| 1   | Birmingham Legion FC            | Tom Soehn        | Phanuel Kavita    | Nike          | Coca-Cola                                        |
| 2   | Charleston Battery              | Ben Pirmann      | Leland Archer     | Hummel        | Volvo                                            |
| 3   | Colorado Springs Switchbacks FC | James Chambers   | Matt Mahoney      | Capelli Sport | Centura Health                                   |
| 4   | Detroit City FC                 | Danny Dichio     | Stephen Carroll   | Adidas        | Metro Detroit Area Chevrolet Dealers             |
| 5   | El Paso Locomotive FC           | Brian Clarhaut   | Eric Calvillo     | Adidas        | Southwest University at El Paso                  |
| 6   | FC Tulsa                        | Blair Gavin      | Bradley Bourgeois | Puma          | Williams                                         |
| 7   | Hartford Athletic               | Brendan Burke    | Jordan Scarlett   | Hummel        | Trinity Health of New England                    |
| 8   | Indy Eleven                     | Mark Lowry       | Tyler Gibson      | Puma          | Honda                                            |
| 9   | Las Vegas Lights FC             | Isidro Sánchez   | Charlie Adams     | Meyba         | LiUNA!                                           |
| 10  | Loudoun United FC               | Ryan Martin      | Zach Ryan         | Adidas        | Betfred USA                                      |
| 11  | Louisville City FC              | Danny Cruz       | Kyle Adams        | Adidas        | GE Appliances                                    |
| 12  | Memphis 901 FC                  | Stephen Glass    | Akeem Ward        | Puma          | Terminix                                         |
| 13  | Miami FC                        | Antonio Nocerino | Nicolás Cardona   | Macron        | Helbiz                                           |
| 14  | Monterey Bay FC                 | Frank Yallop     | Kai Greene        | Puma          | Montage Health                                   |
| 15  | New Mexico United               | Eric Quill       | Kalen Ryden       | Puma          | Meow Wolf (home) New Mexico True (away)          |
| 16  | North Carolina FC               | John Bradford    | Daniel Navarro    | Adidas        | WakeMed                                          |
| 17  | Oakland Roots SC                | Noah Delgado     | Neveal Hackshaw   | Meyba         | Elevance Health                                  |
| 18  | Orange County SC                | Morten Karlsen   | Markus Nakkim     | Adidas        | Hoag                                             |
| 19  | Phoenix Rising FC               | Juan Guerra      | Renzo Zambrano    | Adidas        | Carvana                                          |
| 20  | Pittsburgh Riverhounds SC       | Bob Lilley       | Kenardo Forbes    | Adidas        | Allegheny Health Network (home) 84 Lumber (away) |
| 21  | Rhode Island FC                 | Khano Smith      | Koke Vegas        | Capelli Sport | BreezeAirways                                    |
| 22  | Sacramento Republic FC          | Mark Briggs      | Rodrigo López     | Nike          | UCDavis Health                                   |
| 23  | San Antonio FC                  | Alen Marcina     | Mitchell Taintor  | Puma          | Toyota                                           |
| 24  | Tampa Bay Rowdies               | Robbie Neilson   | Aarón Guillén     | Puma          | DEX Imaging                                      |

### Cambios gerenciales
| Equipo | Gerente saliente | Modo de salida | Fecha de la vacante | gerente entrante | Fecha de nombramiento |
| ------ | ---------------- | -------------- | ------------------- | ---------------- | --------------------- |

## Temporada regular

### Formato
Los equipos jugarán un calendario desequilibrado de 30 partidos más cuatro partidos de la Copa Jägermeister de la USL. Cada equipo jugará contra sus oponentes de la conferencia dos veces, de local y de visitante, y contra 8 de los 12 equipos de la conferencia opuesta. Los 8 mejores equipos de cada conferencia avanzarán a los playoffs.

### Conferencia Este
| Pos. | Equipo                 | Pts. | PJ | G  | E | P  | GF | GC | Dif. | Clasificación 2025     |
| ---- | ---------------------- | ---- | -- | -- | - | -- | -- | -- | ---- | ---------------------- |
| 1    | Charleston Battery     | 38   | 17 | 12 | 2 | 3  | 35 | 16 | +19  | Avanza a los Play offs |
| 2    | Louisville City FC     | 37   | 16 | 11 | 4 | 1  | 29 | 12 | +17  | Avanza a los Play offs |
| 3    | Loudoun United FC      | 27   | 16 | 8  | 3 | 5  | 26 | 22 | +4   | Avanza a los Play offs |
| 4    | North Carolina FC      | 23   | 15 | 7  | 2 | 6  | 21 | 18 | +3   | Avanza a los Play offs |
| 5    | Pittsburgh Riverhounds | 21   | 15 | 6  | 3 | 6  | 14 | 14 | 0    | Avanza a los Play offs |
| 6    | Indy Eleven            | 20   | 15 | 5  | 5 | 5  | 24 | 24 | 0    | Avanza a los Play offs |
| 7    | Detroit City FC        | 20   | 16 | 5  | 5 | 6  | 20 | 22 | −2   | Avanza a los Play offs |
| 8    | Birmingham Legion FC   | 18   | 17 | 4  | 6 | 7  | 19 | 24 | −5   | Avanza a los Play offs |
| 9    | Miami FC               | 18   | 15 | 5  | 3 | 7  | 16 | 21 | −5   |                        |
| 10   | Rhode Island FC        | 16   | 16 | 4  | 4 | 8  | 14 | 18 | −4   |                        |
| 11   | Tampa Bay Rowdies      | 14   | 16 | 4  | 2 | 10 | 17 | 25 | −8   |                        |
| 12   | Hartford Athletic      | 12   | 14 | 3  | 3 | 8  | 15 | 21 | −6   |                        |

Actualizado a los partidos jugados el 16 de julio de 2025.
 Fuente: USL Championship

### Conferencia Oeste
| Pos. | Equipo                       | Pts. | PJ | G | E | P | GF | GC | Dif. | Clasificación 2025     |
| ---- | ---------------------------- | ---- | -- | - | - | - | -- | -- | ---- | ---------------------- |
| 1    | FC Tulsa                     | 28   | 15 | 8 | 4 | 3 | 23 | 15 | +8   | Avanza a los Play offs |
| 2    | San Antonio FC               | 27   | 16 | 8 | 3 | 5 | 23 | 21 | +2   | Avanza a los Play offs |
| 3    | New Mexico United            | 25   | 15 | 8 | 1 | 6 | 22 | 17 | +5   | Avanza a los Play offs |
| 4    | Sacramento Republic FC       | 23   | 15 | 6 | 5 | 4 | 22 | 12 | +10  | Avanza a los Play offs |
| 5    | Phoenix Rising FC            | 23   | 16 | 6 | 5 | 5 | 26 | 26 | 0    | Avanza a los Play offs |
| 6    | El Paso Locomotive FC        | 23   | 16 | 6 | 5 | 5 | 24 | 25 | −1   | Avanza a los Play offs |
| 7    | Monterey Bay FC              | 22   | 18 | 6 | 4 | 8 | 19 | 23 | −4   | Avanza a los Play offs |
| 8    | Lexington SC                 | 18   | 16 | 4 | 6 | 6 | 17 | 23 | −6   | Avanza a los Play offs |
| 9    | Las Vegas Lights FC          | 18   | 16 | 5 | 3 | 8 | 13 | 24 | −11  |                        |
| 10   | Orange County SC             | 17   | 15 | 5 | 2 | 8 | 18 | 23 | −5   |                        |
| 11   | Oakland Roots SC             | 17   | 15 | 5 | 2 | 8 | 16 | 23 | −7   |                        |
| 12   | Colorado Springs Switchbacks | 15   | 15 | 3 | 6 | 6 | 18 | 22 | −4   |                        |

Actualizado a los partidos jugados el 17 de julio de 2025.
 Fuente: USL Championship

## Resultados
- Los horarios corresponden al huso horario de Estados Unidos: (Hora del Este, UTC-5 en horario estándar).

| Jornada 1                      | Jornada 1 | Jornada 1                      | Jornada 1                               | Jornada 1  | Jornada 1 | Jornada 1 |
| Local                          | Resultado | Visitante                      | Estadio                                 | Fecha      | Hora      |           |
| ------------------------------ | --------- | ------------------------------ | --------------------------------------- | ---------- | --------- | --------- |
| Lexington SC                   | 2:0       | Hartford Athletic              | Estadio Lexington SC                    | 8 de marzo | 21:00     |           |
| Miami FC                       | 0:2       | Detroit City Fútbol Club       | Estadio Ricardo Silva                   | 8 de marzo | 21:00     |           |
| North Carolina FC              | 1:1       | Pittsburgh Riverhounds SC      | Sahlen's Stadium at WakeMed Soccer Park | 8 de marzo | 21:00     |           |
| Charleston Battery             | 1:2       | Louisville City FC             | Patriots Point Soccer Complex           | 8 de marzo | 21:30     |           |
| Birmingham Legión FC           | 1:3       | Loudoun United FC              | Protective Stadium                      | 8 de marzo | 22:00     |           |
| San Antonio FC                 | 1:0       | Monterey Bay Football Club     | Toyota Field                            | 8 de marzo | 22:30     |           |
| El Paso Locomotive FC          | 2:2       | Colorado Springs Switchback FC | Southwest University Park               | 8 de marzo | 21:00 E   |           |
| Phoenix Rising FC              | 0:1       | FC Tulsa                       | Phoenix Rising Soccer Stadium           | 8 de marzo | 21:00 E   |           |
| Orange County SC               | 4:2       | Oakland Roots SC               | Championship Soccer Stadium             | 9 de marzo | 22:00     |           |
| Sacramento Repúblic FC         | 2:1       | New Mexico United              | Heart Health Park                       | 9 de marzo | 22:00     |           |
| Las Vegas Lights Football Club | 1:0       | Tampa Bay Rowdies (2008)       | Cashman Field                           | 9 de marzo | 22:30     |           |

| Jornada 2                      | Jornada 2 | Jornada 2                 | Jornada 2                               | Jornada 2   | Jornada 2 | Jornada 2 |
| Local                          | Resultado | Visitante                 | Estadio                                 | Fecha       | Hora      |           |
| ------------------------------ | --------- | ------------------------- | --------------------------------------- | ----------- | --------- | --------- |
| Colorado Springs Switchback FC | 1:2       | Detroit City Fútbol Club  | Weidner Field                           | 15 de marzo | 19:00     |           |
| Miami FC                       | 1:3       | Indy Eleven               | Estadio Ricardo Silva                   | 15 de marzo | 20:00     |           |
| North Carolina FC              | 1:2       | Loudoun United FC         | Sahlen's Stadium at WakeMed Soccer Park | 15 de marzo | 20:00     |           |
| Charleston Battery             | 2:0       | Rhode Island FC           | Patriots Point Soccer Complex           | 15 de marzo | 20:30     |           |
| FC Tulsa                       | 1:0       | Tampa Bay Rowdies (2008)  | ONEOK Field                             | 15 de marzo | 21:00     |           |
| San Antonio FC                 | 2:0       | Pittsburgh Riverhounds SC | Toyota Field                            | 15 de marzo | 21:30     |           |
| El Paso Locomotive FC          | 4:4       | Phoenix Rising FC         | Southwest University Park               | 15 de marzo | 22:00     |           |
| Monterey Bay Football Club     | 3:2       | Oakland Roots SC          | Cardinale Stadium                       | 15 de marzo | 23:00     |           |
| Las Vegas Lights Football Club | 2:3       | New Mexico United         | Cashman Field                           | 15 de marzo | 23:30     |           |
| Orange County SC               | 2:2       | Lexington SC              | Championship Soccer Stadium             | 15 de marzo | 23:30     |           |
| Birmingham Legión FC           | 1:1       | Louisville City FC        | Protective Stadium                      | 16 de marzo | 17:30     |           |

| Jornada 3                 | Jornada 3 | Jornada 3                      | Jornada 3                                      | Jornada 3   | Jornada 3 | Jornada 3 |
| Local                     | Resultado | Visitante                      | Estadio                                        | Fecha       | Hora      |           |
| ------------------------- | --------- | ------------------------------ | ---------------------------------------------- | ----------- | --------- | --------- |
| Detroit City Fútbol Club  | 2:2       | Birmingham Legión FC           | Keyworth Stadium                               | 22 de marzo | 17:00     |           |
| Louisville City FC        | 2:0       | Loudoun United FC              | Lynn Family Stadium                            | 22 de marzo | 17:00     |           |
| New Mexico United         | 1:0       | El Paso Locomotive FC          | Río Grande Credit Union Field at Isotopes Park | 22 de marzo | 18:00     |           |
| Lexington SC              | 1:1       | Indy Eleven                    | Estadio Lexington SC                           | 22 de marzo | 20:00     |           |
| Miami FC                  | 1:2       | Tampa Bay Rowdies (2008)       | Estadio Ricardo Silva                          | 22 de marzo | 20:00     |           |
| Pittsburgh Riverhounds SC | 1:0       | Hartford Athletic              | Highmark Stadium                               | 22 de marzo | 20:00     |           |
| FC Tulsa                  | 0:1       | North Carolina FC              | ONEOK Field                                    | 22 de marzo | 21:00     |           |
| Oakland Roots SC          | 1:2       | San Antonio FC                 | Pioneer Stadium                                | 22 de marzo | 23:00     |           |
| Orange County SC          | 0:3       | Monterey Bay Football Club     | Championship Soccer Stadium                    | 22 de marzo | 23:00     |           |
| Phoenix Rising FC         | 2:2       | Rhode Island FC                | Phoenix Rising Soccer Stadium                  | 22 de marzo | 23:00     |           |
| Sacramento Repúblic FC    | 2:2       | Colorado Springs Switchback FC | Heart Health Park                              | 22 de marzo | 23:00     |           |

| Jornada 4                  | Jornada 4 | Jornada 4                      | Jornada 4                                    | Jornada 4   | Jornada 4 | Jornada 4 |
| Local                      | Resultado | Visitante                      | Estadio                                      | Fecha       | Hora      |           |
| -------------------------- | --------- | ------------------------------ | -------------------------------------------- | ----------- | --------- | --------- |
| FC Tulsa                   | 1:0       | Sacramento Repúblic FC         | ONEOK Field                                  | 28 de marzo | 21:00     |           |
| Hartford Athletic          | 1:2       | El Paso Locomotive FC          | Trinity Health Stadium                       | 29 de marzo | 15:00     |           |
| Loudoun United FC          | 2:0       | Rhode Island FC                | Segra Field                                  | 29 de marzo | 17:00     |           |
| Louisville City FC         | 2:0       | Detroit City Fútbol Club       | Lynn Family Stadium                          | 29 de marzo | 17:00     |           |
| Indy Eleven                | 2:3       | Colorado Springs Switchback FC | IU Michael A. Carroll Track & Soccer Stadium | 29 de marzo | 20:00     |           |
| Lexington SC               | 2:3       | San Antonio FC                 | Estadio Lexington SC                         | 29 de marzo | 20:00     |           |
| Miami FC                   | 0:1       | New Mexico United              | Estadio Ricardo Silva                        | 29 de marzo | 20:00     |           |
| North Carolina FC          | 2:1       | Charleston Battery             | Sahlen's Stadium at WakeMed Soccer Park      | 29 de marzo | 20:00     |           |
| Pittsburgh Riverhounds SC  | 2:0       | Birmingham Legión FC           | Highmark Stadium                             | 29 de marzo | 20:00     |           |
| Monterey Bay Football Club | 3:1       | Phoenix Rising FC              | Cardinale Stadium                            | 29 de marzo | 23:00     |           |
| Oakland Roots SC           | 0:0       | Las Vegas Lights Football Club | Pioneer Stadium                              | 29 de marzo | 23:00     |           |

| Jornada 5                      | Jornada 5 | Jornada 5                  | Jornada 5                                    | Jornada 5  | Jornada 5 | Jornada 5 |
| Local                          | Resultado | Visitante                  | Estadio                                      | Fecha      | Hora      |           |
| ------------------------------ | --------- | -------------------------- | -------------------------------------------- | ---------- | --------- | --------- |
| Detroit City Fútbol Club       | 0:0       | Monterey Bay Football Club | Keyworth Stadium                             | 5 de abril | 17:00     |           |
| Oakland Roots SC               | 0:3       | Rhode Island FC            | Pioneer Stadium                              | 5 de abril | 17:00     |           |
| Loudoun United FC              | 2:0       | Hartford Athletic          | Segra Field                                  | 5 de abril | 17:30     |           |
| Charleston Battery             | 2:1       | Tampa Bay Rowdies (2008)   | Patriots Point Soccer Complex                | 5 de abril | 18:30     |           |
| Indy Eleven                    | 2:2       | North Carolina FC          | IU Michael A. Carroll Track & Soccer Stadium | 5 de abril | 20:00     |           |
| El Paso Locomotive FC          | 2:1       | Lexington SC               | Southwest University Park                    | 5 de abril | 21:00     |           |
| Sacramento Repúblic FC         | 1:1       | Louisville City FC         | Heart Health Park                            | 5 de abril | 22:00     |           |
| Las Vegas Lights Football Club | 1:0       | Orange County SC           | Cashman Field                                | 5 de abril | 22:30     |           |
| San Antonio FC                 | 1:2       | Phoenix Rising FC          | Toyota Field                                 | 6 de abril | 16:00     |           |

| Jornada 6                  | Jornada 6  | Jornada 6                      | Jornada 6                                      | Jornada 6   | Jornada 6 | Jornada 6 |
| Local                      | Resultado  | Visitante                      | Estadio                                        | Fecha       | Hora      |           |
| -------------------------- | ---------- | ------------------------------ | ---------------------------------------------- | ----------- | --------- | --------- |
| Hartford Athletic          | suspendido | Indy Eleven                    | Trinity Health Stadium                         | 12 de abril | 14:00     |           |
| Lexington SC               | 0:0        | Las Vegas Lights Football Club | Estadio Lexington SC                           | 12 de abril | 19:00     |           |
| Charleston Battery         | 2:1        | Pittsburgh Riverhounds SC      | Patriots Point Soccer Complex                  | 12 de abril | 19:30     |           |
| Tampa Bay Rowdies (2008)   | 1:2        | Loudoun United FC              | Estadio Al Lang                                | 12 de abril | 19:30     |           |
| FC Tulsa                   | 1:2        | Oakland Roots SC               | ONEOK Field                                    | 12 de abril | 20:00     |           |
| San Antonio FC             | 1:2        | Miami FC                       | Toyota Field                                   | 12 de abril | 20:30     |           |
| New Mexico United          | 1:0        | North Carolina FC              | Río Grande Credit Union Field at Isotopes Park | 12 de abril | 21:00     |           |
| Monterey Bay Football Club | 2:1        | Colorado Springs Switchback FC | Cardinale Stadium                              | 12 de abril | 22:00     |           |
| Orange County SC           | 2:1        | Sacramento Repúblic FC         | Championship Soccer Stadium                    | 12 de abril | 22:00     |           |
| Phoenix Rising FC          | 2:3        | Detroit City Fútbol Club       | Phoenix Rising Soccer Stadium                  | 12 de abril | 22:00     |           |
| Birmingham Legión FC       | 3:1        | El Paso Locomotive FC          | Protective Stadium                             | 13 de abril | 17:00     |           |

| Jornada 7                      | Jornada 7 | Jornada 7                  | Jornada 7                                    | Jornada 7   | Jornada 7 | Jornada 7 |
| Local                          | Resultado | Visitante                  | Estadio                                      | Fecha       | Hora      |           |
| ------------------------------ | --------- | -------------------------- | -------------------------------------------- | ----------- | --------- | --------- |
| Detroit City Fútbol Club       | 2:0       | Rhode Island FC            | Keyworth Stadium                             | 19 de abril | 16:00     |           |
| Hartford Athletic              | 1:0       | Birmingham Legión FC       | Trinity Health Stadium                       | 19 de abril | 16:00     |           |
| Oakland Roots SC               | 2:0       | Orange County SC           | Pioneer Stadium                              | 19 de abril | 16:00     |           |
| Phoenix Rising FC              | 2:2       | Sacramento Repúblic FC     | Phoenix Rising Soccer Stadium                | 19 de abril | 16:00     |           |
| Loudoun United FC              | 2:1       | Pittsburgh Riverhounds SC  | Segra Field                                  | 19 de abril | 16:30     |           |
| Indy Eleven                    | 1:3       | Charleston Battery         | IU Michael A. Carroll Track & Soccer Stadium | 19 de abril | 19:00     |           |
| Lexington SC                   | 0:0       | Monterey Bay Football Club | Estadio Lexington SC                         | 19 de abril | 19:00     |           |
| Miami FC                       | 2:1       | North Carolina FC          | Estadio Ricardo Silva                        | 19 de abril | 19:00     |           |
| Tampa Bay Rowdies (2008)       | 1:2       | Louisville City FC         | Estadio Al Lang                              | 19 de abril | 19:30     |           |
| Colorado Springs Switchback FC | 1:1       | El Paso Locomotive FC      | Weidner Field                                | 19 de abril | 20:00     |           |
| Las Vegas Lights Football Club | 1:4       | FC Tulsa                   | Cashman Field                                | 19 de abril | 22:30     |           |

| Jornada 8                      | Jornada 8 | Jornada 8                      | Jornada 8                                      | Jornada 8   | Jornada 8 | Jornada 8 |
| Local                          | Resultado | Visitante                      | Estadio                                        | Fecha       | Hora      |           |
| ------------------------------ | --------- | ------------------------------ | ---------------------------------------------- | ----------- | --------- | --------- |
| San Antonio FC                 | 3:2       | Colorado Springs Switchback FC | Toyota Field                                   | 23 de abril | 20:30     |           |
| New Mexico United              | 1:0       | Monterey Bay Football Club     | Río Grande Credit Union Field at Isotopes Park | 23 de abril | 21:00     |           |
| Louisville City FC             | 2:0       | Lexington SC                   | Lynn Family Stadium                            | 1 de mayo   | 20:00     |           |
| Rhode Island FC                | 0:0       | San Antonio FC                 | Beirne Stadium                                 | 3 de mayo   | 16:00     |           |
| Charleston Battery             | 4:2       | Hartford Athletic              | Patriots Point Soccer Complex                  | 3 de mayo   | 17:00     |           |
| Indy Eleven                    | 2:2       | Detroit City Fútbol Club       | IU Michael A. Carroll Track & Soccer Stadium   | 3 de mayo   | 19:00     |           |
| Pittsburgh Riverhounds SC      | 0:2       | North Carolina FC              | Highmark Stadium                               | 3 de mayo   | 19:00     |           |
| Tampa Bay Rowdies (2008)       | 2:2       | Birmingham Legión FC           | Estadio Al Lang                                | 3 de mayo   | 19:30     |           |
| Colorado Springs Switchback FC | 1:1       | Phoenix Rising FC              | Weidner Field                                  | 3 de mayo   | 21:00     |           |
| El Paso Locomotive FC          | 3:0       | New Mexico United              | Southwest University Park                      | 3 de mayo   | 21:00     |           |
| Orange County SC               | 2:1       | FC Tulsa                       | Championship Soccer Stadium                    | 3 de mayo   | 22:00     |           |
| Las Vegas Lights Football Club | 1:0       | Loudoun United FC              | Cashman Field                                  | 3 de mayo   | 22:30     |           |
| Monterey Bay Football Club     | 1:1       | Miami FC                       | Cardinale Stadium                              | 4 de mayo   | 19:00     |           |
| Oakland Roots SC               | 0:1       | Sacramento Repúblic FC         | Pioneer Stadium                                | 4 de mayo   | 19:00     |           |

| Jornada 9                      | Jornada 9 | Jornada 9                      | Jornada 9                                      | Jornada 9  | Jornada 9 | Jornada 9 |
| Local                          | Resultado | Visitante                      | Estadio                                        | Fecha      | Hora      |           |
| ------------------------------ | --------- | ------------------------------ | ---------------------------------------------- | ---------- | --------- | --------- |
| North Carolina FC              | 1:0       | Orange County SC               | Sahlen's Stadium at WakeMed Soccer Park        | 9 de mayo  | 19:00     |           |
| Rhode Island FC                | 1.1       | Monterey Bay Football Club     | Beirne Stadium                                 | 10 de mayo | 16:00     |           |
| Loudoun United FC              | 5:1       | Lexington SC                   | Segra Field                                    | 10 de mayo |           |           |
| Hartford Athletic              | 0:0       | Detroit City Fútbol Club       | Trinity Health Stadium                         | 10 de mayo |           |           |
| Louisville City FC             | 0:0       | Pittsburgh Riverhounds SC      | Lynn Family Stadium                            | 10 de mayo |           |           |
| Tampa Bay Rowdies (2008)       | 1:3       | Charleston Battery             | Estadio Al Lang                                | 10 de mayo |           |           |
| FC Tulsa                       | 1:1       | El Paso Locomotive FC          | ONEOK Field                                    | 10 de mayo |           |           |
| San Antonio FC                 | 1:2       | Oakland Roots SC               | Toyota Field                                   | 10 de mayo |           |           |
| New Mexico United              | 1:2       | Phoenix Rising FC              | Río Grande Credit Union Field at Isotopes Park | 10 de mayo |           |           |
| Sacramento Repúblic FC         | 1:1       | Indy Eleven                    | Heart Health Park                              | 10 de mayo |           |           |
| Las Vegas Lights Football Club | 0:0       | Colorado Springs Switchback FC | Cashman Field                                  | 10 de mayo |           |           |

| Jornada 10                     | Jornada 10 | Jornada 10                     | Jornada 10                              | Jornada 10 | Jornada 10 | Jornada 10 |
| Local                          | Resultado  | Visitante                      | Estadio                                 | Fecha      | Hora       |            |
| ------------------------------ | ---------- | ------------------------------ | --------------------------------------- | ---------- | ---------- | ---------- |
| Birmingham Legión FC           | 0:1        | Rhode Island FC                | Protective Stadium                      | 14 de mayo |            |            |
| North Carolina FC              | 4:2        | Oakland Roots SC               | Sahlen's Stadium at WakeMed Soccer Park | 16 de mayo |            |            |
| El Paso Locomotive FC          | 3:1        | Indy Eleven                    | Southwest University Park               | 16 de mayo |            |            |
| Hartford Athletic              | 1:1        | Louisville City FC             | Trinity Health Stadium                  | 17 de mayo |            |            |
| Charleston Battery             | 4:0        | San Antonio FC                 | Patriots Point Soccer Complex           | 17 de mayo |            |            |
| Miami FC                       | 2:1        | Loudoun United FC              | Estadio Ricardo Silva                   | 17 de mayo |            |            |
| Tampa Bay Rowdies (2008)       | 0:3        | Rhode Island FC                | Estadio Al Lang                         | 17 de mayo |            |            |
| Colorado Springs Switchback FC | 1:0        | Pittsburgh Riverhounds SC      | Weidner Field                           | 17 de mayo |            |            |
| Orange County SC               | 0:3        | New Mexico United              | Championship Soccer Stadium             | 17 de mayo |            |            |
| Phoenix Rising FC              | 2:0        | Monterey Bay Football Club     | Phoenix Rising Soccer Stadium           | 17 de mayo |            |            |
| Sacramento Repúblic FC         | 5:0        | Las Vegas Lights Football Club | Heart Health Park                       | 17 de mayo |            |            |
| Birmingham Legión FC           | 1:1        | Detroit City Fútbol Club       | Protective Stadium                      | 18 de mayo |            |            |
| Lexington SC                   | 0:2        | FC Tulsa                       | Estadio Lexington SC                    | 18 de mayo |            |            |

| Jornada 11                     | Jornada 11 | Jornada 11                     | Jornada 11                    | Jornada 11 | Jornada 11 | Jornada 11 |
| Local                          | Resultado  | Visitante                      | Estadio                       | Fecha      | Hora       |            |
| ------------------------------ | ---------- | ------------------------------ | ----------------------------- | ---------- | ---------- | ---------- |
| Detroit City Fútbol Club       | 1:3        | Charleston Battery             | Keyworth Stadium              | 24 de mayo |            |            |
| Phoenix Rising FC              | 0:1        | Pittsburgh Riverhounds SC      | Phoenix Rising Soccer Stadium | 24 de mayo |            |            |
| Lexington SC                   | 1:1        | Tampa Bay Rowdies (2008)       | Estadio Lexington SC          | 24 de mayo |            |            |
| Miami FC                       | 1:2        | Birmingham Legión FC           | Estadio Ricardo Silva         | 24 de mayo |            |            |
| Orange County SC               | 3:1        | Colorado Springs Switchback FC | Championship Soccer Stadium   | 24 de mayo |            |            |
| Monterey Bay Football Club     | 0:2        | Louisville City FC             | Cardinale Stadium             | 24 de mayo |            |            |
| Oakland Roots SC               | 0:3        | New Mexico United              | Pioneer Stadium               | 24 de mayo |            |            |
| Las Vegas Lights Football Club | 1:2        | El Paso Locomotive FC          | Cashman Field                 | 24 de mayo |            |            |

| Jornada 12                     | Jornada 12 | Jornada 12        | Jornada 12                                   | Jornada 12 | Jornada 12 | Jornada 12 |
| Local                          | Resultado  | Visitante         | Estadio                                      | Fecha      | Hora       |            |
| ------------------------------ | ---------- | ----------------- | -------------------------------------------- | ---------- | ---------- | ---------- |
| Indy Eleven                    | 4:4        | Hartford Athletic | IU Michael A. Carroll Track & Soccer Stadium | 28 de mayo |            |            |
| San Antonio FC                 | 1:1        | FC Tulsa          | Toyota Field                                 | 28 de mayo |            |            |
| Las Vegas Lights Football Club | 0:1        | Phoenix Rising FC | Cashman Field                                | 28 de mayo |            |            |

| Jornada 13                 | Jornada 13 | Jornada 13                     | Jornada 13                                     | Jornada 13 | Jornada 13 | Jornada 13 |
| Local                      | Resultado  | Visitante                      | Estadio                                        | Fecha      | Hora       |            |
| -------------------------- | ---------- | ------------------------------ | ---------------------------------------------- | ---------- | ---------- | ---------- |
| Birmingham Legión FC       | 0:1        | Indy Eleven                    | Protective Stadium                             | 4 de junio |            |            |
| Hartford Athletic          | 0:1        | North Carolina FC              | Trinity Health Stadium                         | 6 de junio |            |            |
| Loudoun United FC          | 1:1        | Charleston Battery             | Segra Field                                    | 7 de junio |            |            |
| Pittsburgh Riverhounds SC  | 2:0        | Detroit City Fútbol Club       | Highmark Stadium                               | 7 de junio |            |            |
| Rhode Island FC            | 0:1        | Miami FC                       | Beirne Stadium                                 | 7 de junio |            |            |
| Louisville City FC         | 2:1        | Tampa Bay Rowdies (2008)       | Lynn Family Stadium                            | 7 de junio |            |            |
| New Mexico United          | 1:1        | Colorado Springs Switchback FC | Río Grande Credit Union Field at Isotopes Park | 7 de junio |            |            |
| San Antonio FC             | 3:0        | Las Vegas Lights Football Club | Toyota Field                                   | 7 de junio |            |            |
| Monterey Bay Football Club | 2:1        | Lexington SC                   | Cardinale Stadium                              | 7 de junio |            |            |
| Oakland Roots SC           | 0:0        | El Paso Locomotive FC          | Pioneer Stadium                                | 7 de junio |            |            |
| Phoenix Rising FC          | 3:1        | Orange County SC               | Phoenix Rising Soccer Stadium                  | 7 de junio |            |            |
| Sacramento Repúblic FC     | 0:1        | FC Tulsa                       | Heart Health Park                              | 7 de junio |            |            |

| Jornada 14                     | Jornada 14 | Jornada 14                 | Jornada 14                                   | Jornada 14  | Jornada 14 | Jornada 14 |
| Local                          | Resultado  | Visitante                  | Estadio                                      | Fecha       | Hora       |            |
| ------------------------------ | ---------- | -------------------------- | -------------------------------------------- | ----------- | ---------- | ---------- |
| Louisville City FC             | 2:1        | Rhode Island FC            | Lynn Family Stadium                          | 11 de junio |            |            |
| Loudoun United FC              | 3:2        | Detroit City Fútbol Club   | Segra Field                                  | 14 de junio |            |            |
| Hartford Athletic              | 1:2        | Charleston Battery         | Trinity Health Stadium                       | 14 de junio |            |            |
| Indy Eleven                    | 1:0        | Pittsburgh Riverhounds SC  | IU Michael A. Carroll Track & Soccer Stadium | 14 de junio |            |            |
| Lexington SC                   | 2:1        | New Mexico United          | Estadio Lexington SC                         | 14 de junio |            |            |
| Sacramento Repúblic FC         | 2:1        | North Carolina FC          | Heart Health Park                            | 14 de junio |            |            |
| Tampa Bay Rowdies (2008)       | 2:1        | Miami FC                   | Estadio Al Lang                              | 14 de junio |            |            |
| Louisville City FC             | 4:2        | Birmingham Legión FC       | Lynn Family Stadium                          | 14 de junio |            |            |
| FC Tulsa                       | 1:1        | Phoenix Rising FC          | ONEOK Field                                  | 14 de junio |            |            |
| El Paso Locomotive FC          | 0:3        | Orange County SC           | Southwest University Park                    | 14 de junio |            |            |
| Colorado Springs Switchback FC | 1:0        | Oakland Roots SC           | Weidner Field                                | 14 de junio |            |            |
| Las Vegas Lights Football Club | 2:0        | Monterey Bay Football Club | Cashman Field                                | 14 de junio |            |            |
| Sacramento Repúblic FC         | 0:0        | San Antonio FC             | Heart Health Park                            | 14 de junio |            |            |

| Jornada 15                 | Jornada 15 | Jornada 15                     | Jornada 15                                     | Jornada 15  | Jornada 15 | Jornada 15 |
| Local                      | Resultado  | Visitante                      | Estadio                                        | Fecha       | Hora       |            |
| -------------------------- | ---------- | ------------------------------ | ---------------------------------------------- | ----------- | ---------- | ---------- |
| Miami FC                   | 1:0        | Charleston Battery             | Estadio Ricardo Silva                          | 18 de junio |            |            |
| Birmingham Legión FC       | 1:0        | Sacramento Repúblic FC         | Protective Stadium                             | 18 de junio |            |            |
| Lexington SC               | 2:1        | Colorado Springs Switchback FC | Estadio Lexington SC                           | 20 de junio |            |            |
| Hartford Athletic          | 3:0        | Loudoun United FC              | Trinity Health Stadium                         | 20 de junio |            |            |
| North Carolina FC          | 2:1        | Louisville City FC             | Sahlen's Stadium at WakeMed Soccer Park        | 20 de junio |            |            |
| Detroit City Fútbol Club   | 2:0        | Miami FC                       | Keyworth Stadium                               | 21 de junio |            |            |
| Indy Eleven                | 0:1        | Las Vegas Lights Football Club | IU Michael A. Carroll Track & Soccer Stadium   | 21 de junio |            |            |
| Pittsburgh Riverhounds SC  | 2:1        | Tampa Bay Rowdies (2008)       | Highmark Stadium                               | 21 de junio |            |            |
| Rhode Island FC            | 0:2        | Sacramento Repúblic FC         | Beirne Stadium                                 | 21 de junio |            |            |
| Charleston Battery         | 4:1        | Phoenix Rising FC              | Patriots Point Soccer Complex                  | 21 de junio |            |            |
| Birmingham Legión FC       | 0:1        | Oakland Roots SC               | Protective Stadium                             | 21 de junio |            |            |
| New Mexico United          | 4:2        | El Paso Locomotive FC          | Río Grande Credit Union Field at Isotopes Park | 21 de junio |            |            |
| Monterey Bay Football Club | 1:2        | San Antonio FC                 | Cardinale Stadium                              | 21 de junio |            |            |

| Jornada 16               | Jornada 16 | Jornada 16         | Jornada 16      | Jornada 16  | Jornada 16 | Jornada 16 |
| Local                    | Resultado  | Visitante          | Estadio         | Fecha       | Hora       |            |
| ------------------------ | ---------- | ------------------ | --------------- | ----------- | ---------- | ---------- |
| Loudoun United FC        | 1:4        | Louisville City FC | Segra Field     | 25 de junio |            |            |
| Tampa Bay Rowdies (2008) | 3:1        | Indy Eleven        | Estadio Al Lang | 25 de junio |            |            |

| Jornada 17                     | Jornada 17 | Jornada 17                 | Jornada 17                                   | Jornada 17 | Jornada 17 | Jornada 17 |
| Local                          | Resultado  | Visitante                  | Estadio                                      | Fecha      | Hora       |            |
| ------------------------------ | ---------- | -------------------------- | -------------------------------------------- | ---------- | ---------- | ---------- |
| Birmingham Legión FC           | 0:0        | Charleston Battery         | Protective Stadium                           | 2 de julio |            |            |
| Loudoun United FC              | 0:0        | Orange County SC           | Segra Field                                  | 3 de julio |            |            |
| Pittsburgh Riverhounds SC      | 1:0        | New Mexico United          | Highmark Stadium                             | 4 de julio |            |            |
| Colorado Springs Switchback FC | 0:1        | Louisville City FC         | Weidner Field                                | 4 de julio |            |            |
| El Paso Locomotive FC          | 1:2        | San Antonio FC             | Southwest University Park                    | 4 de julio |            |            |
| Las Vegas Lights Football Club | 0:2        | Sacramento Repúblic FC     | Cashman Field                                | 4 de julio |            |            |
| Phoenix Rising FC              | 0:1        | Lexington SC               | Phoenix Rising Soccer Stadium                | 4 de julio |            |            |
| Miami FC                       | 2:2        | FC Tulsa                   | Estadio Ricardo Silva                        | 5 de julio |            |            |
| Rhode Island FC                | 1:1        | Birmingham Legión FC       | Beirne Stadium                               | 5 de julio |            |            |
| Indy Eleven                    | 3:0        | Monterey Bay Football Club | IU Michael A. Carroll Track & Soccer Stadium | 5 de julio |            |            |
| Oakland Roots SC               | 2:0        | Detroit City Fútbol Club   | Pioneer Stadium                              | 5 de julio |            |            |
| Charleston Battery             | 1:0        | North Carolina FC          | Patriots Point Soccer Complex                | 6 de julio |            |            |

| Jornada 18                 | Jornada 18 | Jornada 18                     | Jornada 18                                     | Jornada 18  | Jornada 18 | Jornada 18 |
| Local                      | Resultado  | Visitante                      | Estadio                                        | Fecha       | Hora       |            |
| -------------------------- | ---------- | ------------------------------ | ---------------------------------------------- | ----------- | ---------- | ---------- |
| North Carolina FC          | 2:3        | Birmingham Legión FC           | Sahlen's Stadium at WakeMed Soccer Park        | 11 de julio |            |            |
| Monterey Bay Football Club | 2:1        | Orange County SC               | Cardinale Stadium                              | 11 de julio |            |            |
| Detroit City Fútbol Club   | 1:2        | Hartford Athletic              | Keyworth Stadium                               | 12 de julio |            |            |
| Indy Eleven                | 1:0        | Rhode Island FC                | IU Michael A. Carroll Track & Soccer Stadium   | 12 de julio |            |            |
| Miami FC                   | 1:1        | Lexington SC                   | Estadio Ricardo Silva                          | 12 de julio |            |            |
| FC Tulsa                   | 4:3        | Las Vegas Lights Football Club | ONEOK Field                                    | 12 de julio |            |            |
| San Antonio FC             | 1:0        | Tampa Bay Rowdies (2008)       | Toyota Field                                   | 12 de julio |            |            |
| New Mexico United          | 1:2        | Charleston Battery             | Río Grande Credit Union Field at Isotopes Park | 12 de julio |            |            |
| Oakland Roots SC           | 1:2        | Phoenix Rising FC              | Pioneer Stadium                                | 12 de julio |            |            |
| Sacramento Repúblic FC     | 3:0        | El Paso Locomotive FC          | Heart Health Park                              | 12 de julio |            |            |
| Pittsburgh Riverhounds SC  | 2:2        | Loudoun United FC              | Highmark Stadium                               | 13 de julio |            |            |

| Jornada 19               | Jornada 19 | Jornada 19                     | Jornada 19                              | Jornada 19  | Jornada 19 | Jornada 19 |
| Local                    | Resultado  | Visitante                      | Estadio                                 | Fecha       | Hora       |            |
| ------------------------ | ---------- | ------------------------------ | --------------------------------------- | ----------- | ---------- | ---------- |
| Hartford Athletic        | 0:1        | Tampa Bay Rowdies (2008)       | Trinity Health Stadium                  | 16 de julio |            |            |
| FC Tulsa                 | 2:1        | Monterey Bay Football Club     | ONEOK Field                             | 16 de julio |            |            |
| Detroit City Fútbol Club | 0:0        | Pittsburgh Riverhounds SC      | Keyworth Stadium                        | 18 de julio |            |            |
| North Carolina FC        | 4:2        | Indy Eleven                    | Sahlen's Stadium at WakeMed Soccer Park | 18 de julio |            |            |
| Rhode Island FC          | 0:0        | Hartford Athletic              | Beirne Stadium                          | 19 de julio |            |            |
| Loudoun United FC        | 0:2        | Oakland Roots SC               | Segra Field                             | 19 de julio |            |            |
| Charleston Battery       | 3:0        | Miami FC                       | Patriots Point Soccer Complex           | 19 de julio |            |            |
| Birmingham Legión FC     | 0:1        | Colorado Springs Switchback FC | Protective Stadium                      | 19 de julio |            |            |
| Louisville City FC       | 1:1        | FC Tulsa                       | Lynn Family Stadium                     | 19 de julio |            |            |
| Orange County SC         | 4:0        | Las Vegas Lights Football Club | Championship Soccer Stadium             | 19 de julio |            |            |
| Sacramento Repúblic FC   | 0:0        | Lexington SC                   | Heart Health Park                       | 19 de julio |            |            |

| Jornada 20                     | Jornada 20 | Jornada 20                | Jornada 20                                   | Jornada 20  | Jornada 20 | Jornada 20 |
| Local                          | Resultado  | Visitante                 | Estadio                                      | Fecha       | Hora       |            |
| ------------------------------ | ---------- | ------------------------- | -------------------------------------------- | ----------- | ---------- | ---------- |
| Pittsburgh Riverhounds SC      | 1:1        | Miami FC                  | Highmark Stadium                             | 29 de julio |            |            |
| Hartford Athletic              | 4:0        | New Mexico United         | Trinity Health Stadium                       | 30 de julio |            |            |
| Orange County SC               | 4:1        | Phoenix Rising FC         | Championship Soccer Stadium                  | 30 de julio |            |            |
| FC Tulsa                       | 3:2        | Loudoun United FC         | ONEOK Field                                  | 1 de agosto |            |            |
| Colorado Springs Switchback FC | 3:1        | Lexington SC              | Weidner Field                                | 1 de agosto |            |            |
| Indy Eleven                    | 1:3        | Indy Eleven               | IU Michael A. Carroll Track & Soccer Stadium | 2 de agosto |            |            |
| Pittsburgh Riverhounds SC      | 2:0        | Pittsburgh Riverhounds SC | Highmark Stadium                             | 2 de agosto |            |            |
| Louisville City FC             | 4:1        | Louisville City FC        | Lynn Family Stadium                          | 2 de agosto |            |            |
| El Paso Locomotive FC          | 6:0        | El Paso Locomotive FC     | Southwest University Park                    | 2 de agosto |            |            |
| San Antonio FC                 | 1:3        | San Antonio FC            | Toyota Field                                 | 2 de agosto |            |            |
| Phoenix Rising FC              | 3:3        | Birmingham Legión FC      | Phoenix Rising Soccer Stadium                | 2 de agosto |            |            |

| Jornada 21 | Jornada 21 | Jornada 21 | Jornada 21 | Jornada 21  | Jornada 21 | Jornada 21 |
| Local      | Resultado  | Visitante  | Estadio    | Fecha       | Hora       |            |
| ---------- | ---------- | ---------- | ---------- | ----------- | ---------- | ---------- |
|            |            |            |            | 6 de agosto |            |            |
|            |            |            |            |             |            |            |
|            |            |            |            |             |            |            |
|            |            |            |            | 9 de agosto |            |            |
|            |            |            |            |             |            |            |
|            |            |            |            |             |            |            |
|            |            |            |            |             |            |            |
|            |            |            |            |             |            |            |
|            |            |            |            |             |            |            |
|            |            |            |            |             |            |            |
|            |            |            |            |             |            |            |
|            |            |            |            |             |            |            |
|            |            |            |            |             |            |            |

| Jornada 22 | Jornada 22 | Jornada 22 | Jornada 22 | Jornada 22   | Jornada 22 | Jornada 22 |
| Local      | Resultado  | Visitante  | Estadio    | Fecha        | Hora       |            |
| ---------- | ---------- | ---------- | ---------- | ------------ | ---------- | ---------- |
|            |            |            |            | 15 de agosto |            |            |
|            |            |            |            | 16 de agosto |            |            |
|            |            |            |            |              |            |            |
|            |            |            |            |              |            |            |
|            |            |            |            |              |            |            |
|            |            |            |            |              |            |            |
|            |            |            |            |              |            |            |
|            |            |            |            |              |            |            |
|            |            |            |            |              |            |            |
|            |            |            |            |              |            |            |
|            |            |            |            |              |            |            |
|            |            |            |            |              |            |            |
|            |            |            |            |              |            |            |
|            |            |            |            |              |            |            |

| Jornada 23 | Jornada 23 | Jornada 23 | Jornada 23 | Jornada 23   | Jornada 23 | Jornada 23 |
| Local      | Resultado  | Visitante  | Estadio    | Fecha        | Hora       |            |
| ---------- | ---------- | ---------- | ---------- | ------------ | ---------- | ---------- |
|            |            |            |            | 20 de agosto |            |            |
|            |            |            |            |              |            |            |
|            |            |            |            |              |            |            |
|            |            |            |            |              |            |            |
|            |            |            |            | 23 de agosto |            |            |
|            |            |            |            |              |            |            |
|            |            |            |            |              |            |            |
|            |            |            |            |              |            |            |
|            |            |            |            |              |            |            |
|            |            |            |            |              |            |            |
|            |            |            |            |              |            |            |
|            |            |            |            |              |            |            |
|            |            |            |            |              |            |            |

| Jornada 24 | Jornada 24 | Jornada 24 | Jornada 24 | Jornada 24 | Jornada 24 | Jornada 24 |
| Local      | Resultado  | Visitante  | Estadio    | Fecha      | Hora       |            |
| ---------- | ---------- | ---------- | ---------- | ---------- | ---------- | ---------- |
|            |            |            |            |            |            |            |
|            |            |            |            |            |            |            |
|            |            |            |            |            |            |            |
|            |            |            |            |            |            |            |
|            |            |            |            |            |            |            |
|            |            |            |            |            |            |            |
|            |            |            |            |            |            |            |
|            |            |            |            |            |            |            |
|            |            |            |            |            |            |            |
|            |            |            |            |            |            |            |
|            |            |            |            |            |            |            |
|            |            |            |            |            |            |            |
|            |            |            |            |            |            |            |

| Jornada 25 | Jornada 25 | Jornada 25 | Jornada 25 | Jornada 25 | Jornada 25 | Jornada 25 |
| Local      | Resultado  | Visitante  | Estadio    | Fecha      | Hora       |            |
| ---------- | ---------- | ---------- | ---------- | ---------- | ---------- | ---------- |
|            |            |            |            |            |            |            |
|            |            |            |            |            |            |            |
|            |            |            |            |            |            |            |
|            |            |            |            |            |            |            |
|            |            |            |            |            |            |            |
|            |            |            |            |            |            |            |
|            |            |            |            |            |            |            |
|            |            |            |            |            |            |            |
|            |            |            |            |            |            |            |
|            |            |            |            |            |            |            |
|            |            |            |            |            |            |            |

| Jornada 26 | Jornada 26 | Jornada 26 | Jornada 26 | Jornada 26 | Jornada 26 | Jornada 26 |
| Local      | Resultado  | Visitante  | Estadio    | Fecha      | Hora       |            |
| ---------- | ---------- | ---------- | ---------- | ---------- | ---------- | ---------- |
|            |            |            |            |            |            |            |
|            |            |            |            |            |            |            |
|            |            |            |            |            |            |            |
|            |            |            |            |            |            |            |
|            |            |            |            |            |            |            |
|            |            |            |            |            |            |            |
|            |            |            |            |            |            |            |
|            |            |            |            |            |            |            |
|            |            |            |            |            |            |            |
|            |            |            |            |            |            |            |

| Jornada 27 | Jornada 27 | Jornada 27 | Jornada 27 | Jornada 27 | Jornada 27 | Jornada 27 |
| Local      | Resultado  | Visitante  | Estadio    | Fecha      | Hora       |            |
| ---------- | ---------- | ---------- | ---------- | ---------- | ---------- | ---------- |
|            |            |            |            |            |            |            |
|            |            |            |            |            |            |            |
|            |            |            |            |            |            |            |
|            |            |            |            |            |            |            |
|            |            |            |            |            |            |            |
|            |            |            |            |            |            |            |
|            |            |            |            |            |            |            |
|            |            |            |            |            |            |            |
|            |            |            |            |            |            |            |
|            |            |            |            |            |            |            |
|            |            |            |            |            |            |            |
|            |            |            |            |            |            |            |
|            |            |            |            |            |            |            |
|            |            |            |            |            |            |            |
|            |            |            |            |            |            |            |

| Jornada 28 | Jornada 28 | Jornada 28 | Jornada 28 | Jornada 28 | Jornada 28 | Jornada 28 |
| Local      | Resultado  | Visitante  | Estadio    | Fecha      | Hora       |            |
| ---------- | ---------- | ---------- | ---------- | ---------- | ---------- | ---------- |
|            |            |            |            |            |            |            |
|            |            |            |            |            |            |            |
|            |            |            |            |            |            |            |
|            |            |            |            |            |            |            |
|            |            |            |            |            |            |            |
|            |            |            |            |            |            |            |
|            |            |            |            |            |            |            |
|            |            |            |            |            |            |            |
|            |            |            |            |            |            |            |
|            |            |            |            |            |            |            |
|            |            |            |            |            |            |            |
|            |            |            |            |            |            |            |

| Jornada 29 | Jornada 29 | Jornada 29 | Jornada 29 | Jornada 29 | Jornada 29 | Jornada 29 |
| Local      | Resultado  | Visitante  | Estadio    | Fecha      | Hora       |            |
| ---------- | ---------- | ---------- | ---------- | ---------- | ---------- | ---------- |
|            |            |            |            |            |            |            |
|            |            |            |            |            |            |            |
|            |            |            |            |            |            |            |
|            |            |            |            |            |            |            |
|            |            |            |            |            |            |            |
|            |            |            |            |            |            |            |
|            |            |            |            |            |            |            |
|            |            |            |            |            |            |            |
|            |            |            |            |            |            |            |
|            |            |            |            |            |            |            |
|            |            |            |            |            |            |            |
|            |            |            |            |            |            |            |

| Jornada 30 | Jornada 30 | Jornada 30 | Jornada 30 | Jornada 30 | Jornada 30 | Jornada 30 |
| Local      | Resultado  | Visitante  | Estadio    | Fecha      | Hora       |            |
| ---------- | ---------- | ---------- | ---------- | ---------- | ---------- | ---------- |
|            |            |            |            |            |            |            |
|            |            |            |            |            |            |            |
|            |            |            |            |            |            |            |
|            |            |            |            |            |            |            |
|            |            |            |            |            |            |            |
|            |            |            |            |            |            |            |
|            |            |            |            |            |            |            |
|            |            |            |            |            |            |            |
|            |            |            |            |            |            |            |
|            |            |            |            |            |            |            |
|            |            |            |            |            |            |            |
|            |            |            |            |            |            |            |

| Jornada 31 | Jornada 31 | Jornada 31 | Jornada 31 | Jornada 31 | Jornada 31 | Jornada 31 |
| Local      | Resultado  | Visitante  | Estadio    | Fecha      | Hora       |            |
| ---------- | ---------- | ---------- | ---------- | ---------- | ---------- | ---------- |
|            |            |            |            |            |            |            |
|            |            |            |            |            |            |            |
|            |            |            |            |            |            |            |
|            |            |            |            |            |            |            |
|            |            |            |            |            |            |            |
|            |            |            |            |            |            |            |
|            |            |            |            |            |            |            |
|            |            |            |            |            |            |            |
|            |            |            |            |            |            |            |
|            |            |            |            |            |            |            |
|            |            |            |            |            |            |            |
|            |            |            |            |            |            |            |
|            |            |            |            |            |            |            |
|            |            |            |            |            |            |            |
|            |            |            |            |            |            |            |
|            |            |            |            |            |            |            |

| Jornada 32 | Jornada 32 | Jornada 32 | Jornada 32 | Jornada 32 | Jornada 32 | Jornada 32 |
| Local      | Resultado  | Visitante  | Estadio    | Fecha      | Hora       |            |
| ---------- | ---------- | ---------- | ---------- | ---------- | ---------- | ---------- |
|            |            |            |            |            |            |            |
|            |            |            |            |            |            |            |
|            |            |            |            |            |            |            |
|            |            |            |            |            |            |            |
|            |            |            |            |            |            |            |
|            |            |            |            |            |            |            |
|            |            |            |            |            |            |            |
|            |            |            |            |            |            |            |
|            |            |            |            |            |            |            |
|            |            |            |            |            |            |            |
|            |            |            |            |            |            |            |
|            |            |            |            |            |            |            |
|            |            |            |            |            |            |            |

| Jornada 33 | Jornada 33 | Jornada 33 | Jornada 33 | Jornada 33 | Jornada 33 | Jornada 33 |
| Local      | Resultado  | Visitante  | Estadio    | Fecha      | Hora       |            |
| ---------- | ---------- | ---------- | ---------- | ---------- | ---------- | ---------- |
|            |            |            |            |            |            |            |
|            |            |            |            |            |            |            |
|            |            |            |            |            |            |            |
|            |            |            |            |            |            |            |
|            |            |            |            |            |            |            |
|            |            |            |            |            |            |            |
|            |            |            |            |            |            |            |
|            |            |            |            |            |            |            |
|            |            |            |            |            |            |            |
|            |            |            |            |            |            |            |
|            |            |            |            |            |            |            |
|            |            |            |            |            |            |            |
|            |            |            |            |            |            |            |

## Play offs
Al final de la temporada regular, los ocho mejores equipos de cada conferencia se clasificarán para los Playoffs del Campeonato de la USL de 2025. Los partidos son por eliminación simple.
Los Playoffs del Campeonato de la USL seguirán siendo un formato de eliminación simple y volverán a un formato de grupo fijo, que culminará en la Final del Campeonato de la USL de 2025 en una fecha por determinar entre el 1 y el 23 de noviembre de 2025.

## Cuadro de desarrollo
|  | Octavos de final | Octavos de final | Octavos de final |  |  | Cuartos de final | Cuartos de final | Cuartos de final |  |  | Semifinales | Semifinales | Semifinales |  |  | Final | Final | Final |  |
|  |                  |                  |                  |  |  |                  |                  |                  |  |  |             |             |             |  |  |       |       |       |  |
|  |                  |                  |                  |  |  |                  |                  |                  |  |  |             |             |             |  |  |       |       |       |  |
|  | E1               |                  |                  |  |  |                  |                  |                  |  |  |             |             |             |  |  |       |       |       |  |
|  |                  |                  |                  |  |  |                  |                  |                  |  |  |             |             |             |  |  |       |       |       |  |
|  | E8               |                  |                  |  |  |                  |                  |                  |  |  |             |             |             |  |  |       |       |       |  |
|  |                  | E                |                  |  |  |                  |                  |                  |  |  |             |             |             |  |  |       |       |       |  |
|  |                  |                  |                  |  |  |                  |                  |                  |  |  |             |             |             |  |  |       |       |       |  |
|  |                  |                  | E                |  |  |                  |                  |                  |  |  |             |             |             |  |  |       |       |       |  |
|  | E4               |                  |                  |  |  |                  |                  |                  |  |  |             |             |             |  |  |       |       |       |  |
|  |                  |                  |                  |  |  |                  |                  |                  |  |  |             |             |             |  |  |       |       |       |  |
|  | E5               |                  |                  |  |  |                  |                  |                  |  |  |             |             |             |  |  |       |       |       |  |
|  |                  |                  |                  |  |  |                  | E                |                  |  |  |             |             |             |  |  |       |       |       |  |
|  |                  |                  |                  |  |  |                  |                  |                  |  |  |             |             |             |  |  |       |       |       |  |
|  |                  |                  | E                |  |  |                  |                  |                  |  |  |             |             |             |  |  |       |       |       |  |
|  | E3               |                  |                  |  |  |                  |                  |                  |  |  |             |             |             |  |  |       |       |       |  |
|  |                  |                  |                  |  |  |                  |                  |                  |  |  |             |             |             |  |  |       |       |       |  |
|  | E6               |                  |                  |  |  |                  |                  |                  |  |  |             |             |             |  |  |       |       |       |  |
|  |                  | E                |                  |  |  |                  |                  |                  |  |  |             |             |             |  |  |       |       |       |  |
|  |                  |                  |                  |  |  |                  |                  |                  |  |  |             |             |             |  |  |       |       |       |  |
|  |                  |                  | E                |  |  |                  |                  |                  |  |  |             |             |             |  |  |       |       |       |  |
|  | E2               |                  |                  |  |  |                  |                  |                  |  |  |             |             |             |  |  |       |       |       |  |
|  |                  |                  |                  |  |  |                  |                  |                  |  |  |             |             |             |  |  |       |       |       |  |
|  | E7               |                  |                  |  |  |                  |                  |                  |  |  |             |             |             |  |  |       |       |       |  |
|  |                  |                  |                  |  |  |                  |                  |                  |  |  |             | E           |             |  |  |       |       |       |  |
|  |                  |                  |                  |  |  |                  |                  |                  |  |  |             |             |             |  |  |       |       |       |  |
|  |                  |                  | O                |  |  |                  |                  |                  |  |  |             |             |             |  |  |       |       |       |  |
|  | O1               |                  |                  |  |  |                  |                  |                  |  |  |             |             |             |  |  |       |       |       |  |
|  |                  |                  |                  |  |  |                  |                  |                  |  |  |             |             |             |  |  |       |       |       |  |
|  | O8               |                  |                  |  |  |                  |                  |                  |  |  |             |             |             |  |  |       |       |       |  |
|  |                  | O                |                  |  |  |                  |                  |                  |  |  |             |             |             |  |  |       |       |       |  |
|  |                  |                  |                  |  |  |                  |                  |                  |  |  |             |             |             |  |  |       |       |       |  |
|  |                  |                  | O                |  |  |                  |                  |                  |  |  |             |             |             |  |  |       |       |       |  |
|  | O4               |                  |                  |  |  |                  |                  |                  |  |  |             |             |             |  |  |       |       |       |  |
|  |                  |                  |                  |  |  |                  |                  |                  |  |  |             |             |             |  |  |       |       |       |  |
|  | O5               |                  |                  |  |  |                  |                  |                  |  |  |             |             |             |  |  |       |       |       |  |
|  |                  |                  |                  |  |  |                  | O                |                  |  |  |             |             |             |  |  |       |       |       |  |
|  |                  |                  |                  |  |  |                  |                  |                  |  |  |             |             |             |  |  |       |       |       |  |
|  |                  |                  | O                |  |  |                  |                  |                  |  |  |             |             |             |  |  |       |       |       |  |
|  | O3               |                  |                  |  |  |                  |                  |                  |  |  |             |             |             |  |  |       |       |       |  |
|  |                  |                  |                  |  |  |                  |                  |                  |  |  |             |             |             |  |  |       |       |       |  |
|  | O6               |                  |                  |  |  |                  |                  |                  |  |  |             |             |             |  |  |       |       |       |  |
|  |                  | O                |                  |  |  |                  |                  |                  |  |  |             |             |             |  |  |       |       |       |  |
|  |                  |                  |                  |  |  |                  |                  |                  |  |  |             |             |             |  |  |       |       |       |  |
|  |                  |                  | O                |  |  |                  |                  |                  |  |  |             |             |             |  |  |       |       |       |  |
|  | O2               |                  |                  |  |  |                  |                  |                  |  |  |             |             |             |  |  |       |       |       |  |
|  |                  |                  |                  |  |  |                  |                  |                  |  |  |             |             |             |  |  |       |       |       |  |
|  | O7               |                  |                  |  |  |                  |                  |                  |  |  |             |             |             |  |  |       |       |       |  |
|  |                  |                  |                  |  |  |                  |                  |                  |  |  |             |             |             |  |  |       |       |       |  |
|  |                  |                  |                  |  |  |                  |                  |                  |  |  |             |             |             |  |  |       |       |       |  |

Observación: 
- la letra E al inicio del cuadro de desarrollo indica que los clubes pertenecen a la Conferencia Este.
- la letra O al inicio del cuadro de desarrollo indica que los clubes pertenecen a la Conferencia Oeste.

### Conferencia Este

#### Octavos de final
| 2025 |  | vs. |  |  |  |

| 2025 |  | vs. |  |  |  |

| 2025 |  | vs. |  |  |  |

| 2025 |  | vs. |  |  |  |

#### Cuartos de final
| 2025 |  | vs. |  |  |  |

| 2025 |  | vs. |  |  |  |

#### Semifinales
| 2025 |  | vs. |  |  |  |

### Conferencia Oeste

#### Octavos de final
| 2025 |  | vs. |  |  |  |

| 2025 |  | vs. |  |  |  |

| 2025 |  | vs. |  |  |  |

| 2025 |  | vs. |  |  |  |

#### Cuartos de final
| 2025 |  | vs. |  |  |  |

| 2025 |  | vs. |  |  |  |

#### Semifinales
| 2025 |  | vs. |  |  |  |

### Final del campeonato
| 2025 |  | vs. |  |  |  |

### Campeón
| USL Championship 2025 |
| --------------------- |
| Bandera de ?          |
| [[]] Título           |